# Swartzia laxiflora
Swartzia laxiflora är en ärtväxtart som beskrevs av George Bentham. Swartzia laxiflora ingår i släktet Swartzia och familjen ärtväxter. Inga underarter finns listade i Catalogue of Life.